# Глибоцька сільська рада (Гомельський район)
Глибоцька сільрада (біл. Глыбоцкі сельсавет) — колишня сільська рада на території Гомельського району Гомельської області Республіки Білорусь.

## Склад
Глибоцька сільська рада охоплювала 3 населених пункти до свого скасування:
- Глибоцьке — село;
- Зимній — селище.